# Denis Roy
Denis Roy est un homme politique français né le 15 mars 1743 à Argenteuil (Val-d'Oise) et décédé le 7 ventôse an XII (27 février 1804) dans la même ville.
Cultivateur à Argenteuil, il devient juge de paix sous la Révolution. Il est député de Seine-et-Oise à la Convention. Il vote la mort de Louis XVI, mais avec l'appel au peuple. Il est membre du Conseil des Anciens de l'an IV à l'an VI.

## Sources
- « Denis Roy », dans Adolphe Robert et Gaston Cougny, Dictionnaire des parlementaires français, Edgar Bourloton, 1889-1891 [détail de l’édition]